# Anna Charlotta Schröderheim

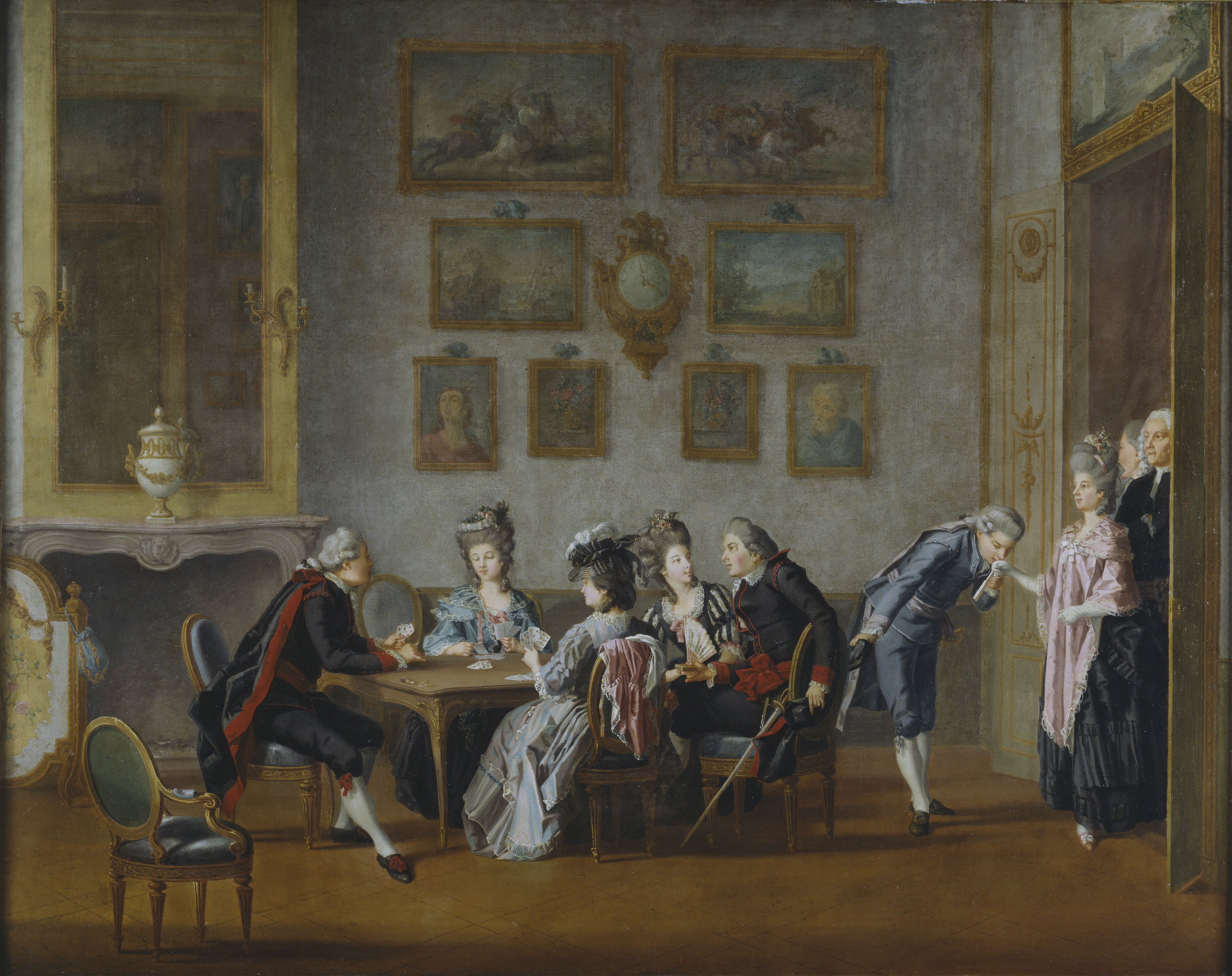
Spelparti hos statssekreterare Elis Schröderheim av Pehr Hilleström

Anna Charlotta Schröderheim, ursprungligen Anna Charlotta von Stapelmohr, född 24 september 1754 i Stockholm, död där 1 januari 1791, var en svensk adelskvinna och salongsvärd, gift med politikern Elis Schröderheim. Hon var en känd profil under den gustavianska tiden. Poeter som Bellman och Carl Gustaf af Leopold skrev dikter om henne. 

## Biografi
Anna Charlotta Schröderheim var dotter till överdirektören vid Stora Sjötullen, Christoffer Lorentz von Stapelmohr och Maria Lucretia Dittmer. Föräldrarna höll ett stort umgängesliv. Hon gifte sig 22 år gammal 1776 med Elis Schröderheim och blev därmed Stockholms kanske mest omtalade värdinna. Maken var då inrikesminister och blev senare kungens närmaste man och en av Sveriges största makthavare. 
I den salong hon höll samsades makens godmodiga skämt med hennes spetsiga konversation och giftiga tunga. Hon beskrivs som passionerad, spotsk och intelligent och till utseendet som vacker med "brinnande, bruna ögon". Hon var medlem i Stora Amaranther-orden (1779) och blev en av endast tre kvinnor som blev medlemmar i Utile Dulci, vid sidan av Anna Maria Lenngren och Anna Brita Wendelius.
Anna Charlotta Schröderheim var inte hovdam men hon presenterades vid hovet och deltog i alla fall tidvis i hovlivet, något hon hade rätt att göra i egenskap av presenterad. När prins Fredrik återvände till Sverige i oktober 1777, deltog hon i det divertissement som välkomnade honom tillbaka till hovet på Gripsholms slott, Förtrollningen på Gripsholm, i rollen som Sköna Helena.
Mycket tyder på att äktenskapet med Schröderheim var grundat på kärlek. Hon blev omtalad för sina kärleksaffärer och flera av umgängesvännerna utpekades som hennes älskare, något som maken länge tycks ha accepterat. År 1790 var den kunglige sekreteraren Carl Wilhelm Seele (1765-1803) hennes älskare. Han kallades l'Adonis de la Roture och var känd för att klä om tre eller fyra gånger om dagen för att "åkande, gående eller ridande visa sin skönhet." Charlotte blev gravid med Seele. Schröderheim vägrade erkänna faderskapet, krävde skilsmässa och att barnet skulle dödförklaras och tas ifrån henne så fort det var fött. Man gjorde en överenskommelse om skilsmässa, som stadgade att barnen skulle anses som dödfött och modern bosätta sig på landet på en pension av 10.000 daler kopparmynt.
Det sades att det var kungen som hade fått maken att kräva detta som hämnd efter att ha blivit pikad av henne. Då Gustav III en gång retat henne för hennes tycke för en av hans stallmästare och hennes barnlöshet hade hon svarat: "Jag måste nöja mig med en understallmästare, ers maj:t; ty min man har ej råd, att hålla sig hovstallmästare", något han tog som en pik på hans påstådda relation till hovstallmästare Adolf Fredrik Munck. Det blev skandal, och sympatierna låg på Charlottes sida. 
Charlotte avled efter förlossningen "av sorg", 36 år gammal. Hon begravdes som "Schröderheims husfru", och den officiella dödsorsaken var slag. Begravningen hölls utan minnestal. 
Hennes dotter Charlotte Schröderheim uppfostrades av hennes vän, Beata Elisabeth Théel (1744-1805). Hon kyrkbokfördes inte som vare sig äkta eller utomäktenskaplig i kyrkböckerna, något som egentligen var olagligt.
År 1796 hölls ett åminnelsestal i  Stora Amarantherorden över båda makarna Schröderheim. Elsa Fougt höll talet över henne: 
| ” | Hof och stad beundrade snart hennes utvalda smak, hennes lekande snille. Vitterheten och de sköna konsterna smickrades af hennes bifall. Hennes hus blef samlingsstället för det bästa sällskap och en skola för den goda tonen, den sanna belefvenheten, den anständiga glädjen.Man skockades omkring henne, att uppsnappa hvart ord; man beundrade och prisade hennes qvickhet. Hvarje infall ansågs förträffligare än det föregående, och de funnos, som trodde sig sjelfva vara snillen, blott för det de hört henne och kunnat eftersäga hvad hon, äfven utan öfverläggning, framjollrat. Så framskredo några glada år, under hvilka hon, smickrad af allas bifall och trygg vid sitt goda hjertas eget vittnesbörd, sorgfri öfverlemnade sig till den stora verldens lysande nöjen. | „ |

Bellman hade tidigare flörtat med Anna Charlotta Schröderheim, och de fortsatte umgås även efter de båda gift sig. Han författade en elegi över henne.

## Inom kulturen
Anna Charlotta Schröderheim spelades av Brita Appelgren i Ulla, min Ulla (1930) och av Renée Björling i Två Konungar (1925). 
Hon är även föremål för romanen God natt, madame av Carina Burman (2021).